# Thermocyclops wolterecki
Thermocyclops wolterecki – gatunek widłonoga z rodziny Cyclopidae. Nazwa naukowa tego gatunku skorupiaków została opublikowana w 1938 roku przez niemieckiego zoologa Friedricha Kiefera.